# Мартин Пърл
Мартин Луис Пърл (на английски: Martin Lewis Perl) е американски физик, носител на Нобелова награда за физика за 1995 г.

## Биография
Роден е на 24 юни 1927 г. в Ню Йорк, САЩ. Завършва Колумбийския университет.
Работи в областта на физиката на частиците. Той открива тау-лептона, лептон от трето поколение. През 1995 г., заедно с Фредерик Рейнс, е удостоен с Нобеловата награда за физика.
Умира на 30 септември 2014 г. в Пало Алто, Калифорния, на 87-годишна възраст.